# Torre Bermeja (Chiclana de la Frontera)
La torre Bermeja es una torre vigía erigida sobre un pequeño acantilado de la playa de la Barrosa, en Chiclana de la Frontera (Cádiz, España). Forma parte del sistema de torres de vigilancia costera, presentes en gran parte de las costas españolas. Es bien de interés cultural desde 1993.

## Historia
La torre pertenece al sistema de torres de vigilancia costera mandado construir por Felipe II en el siglo XVI para defender las costas españolas de los piratas berberiscos. La campaña de fortificación del atlántico andaluz, desde Gibraltar hasta Ayamonte, fue encomendada al comisionado real Luis Bravo de Laguna.
La torre Bermeja fue construida en el siglo XVI.
Cuenta con planta redonda y sólida construcción, y tenía como misión la vigilancia y avisar de la llegada de invasores. Actualmente está incluida en una finca particular, habiendo sido absorbida por la trama urbana de La Barrosa.